# Poblat ibèric del Turó de Castellruf
El poblat ibèric del Turó de Castellruf es troba al Parc de la Serralada Litoral, concretament a Santa Maria de Martorelles (el Vallès Oriental), sobre el turó homònim inclòs a l'Inventari del Patrimoni Arqueològic i Paleontològic de Catalunya.

## Descripció
És un oppidum que va estar habitat entre els segles VI i II aC. Els sondejos han permès establir una etapa de màxima ocupació durant el segle iii aC. Ocupa una extensió aproximada de mitja hectàrea, delimitada per una muralla d'1,15 m d'amplada mitjana. Tots els elements estructurals són de pedra, s'assenten sobre la roca mare i en segueixen les irregularitats.
Encara es poden observar habitatges parcialment excavats a la roca, amb sòl d'argila i normalment una llar de foc a l'interior. També es conserven diversos fragments de muralla a les bandes est i sud. Tot el conjunt està força net, a causa de les darreres excavacions que es van realitzant per part de l'ajuntament de Santa Maria de Martorelles i el Museu de Granollers.

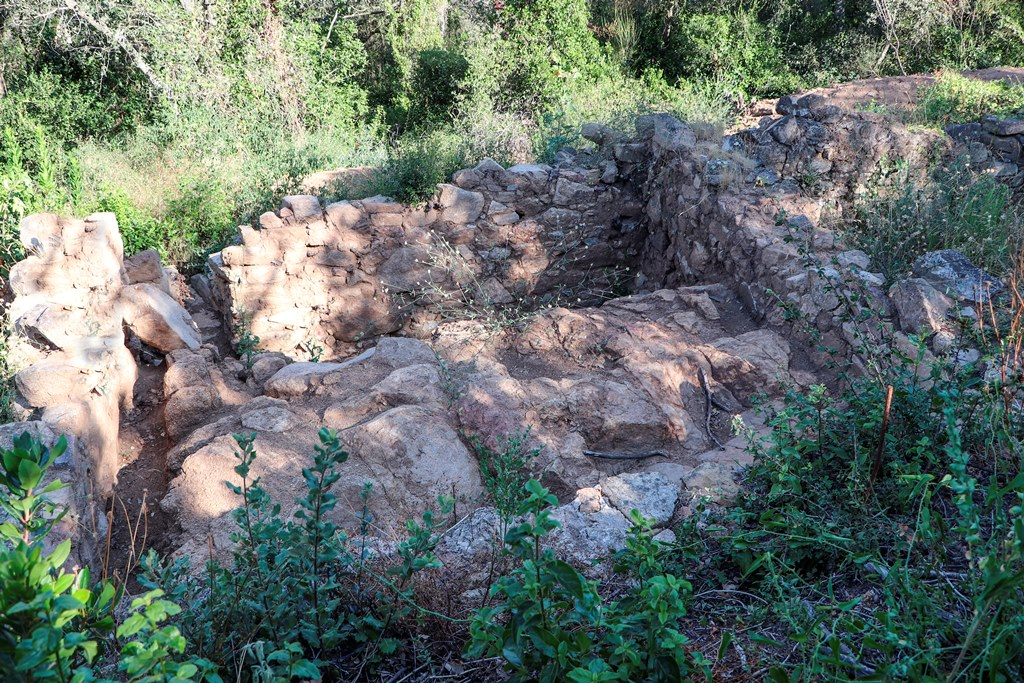
Habitatge ibèric

Pujant pel corriol d'accés, el primer que trobarem és un petit pou o sitja. En aquest punt, hi trobem un gran nombre d'estances que s'estenen fins a l'extrem oest del poblat, per deixar pas a les 8-10 estances perfectament visibles i alineades excavades el 1984, la part exterior de les quals és un tram de muralla. Es pot realitzar el camí des de la sitja a l'esquerra, resseguint les estances, o des de l'inici recte, el que ens farà fer un recorregut circular fins a arribaron hem començat el recorregut.
A escassos metres es troba també el dolmen de Castellruf i també hi fou trobat el menhir de Castellruf, que fou traslladat dins la vila de Santa Maria.

## Accés
És ubicat a Santa Maria de Martorelles: al turó homònim, en el qual podem anar seguint el GR 92 des del Coll de Font de Cera (BP-5002) i girant cap al GR 97-3 quan ens el trobem, o prenent directament el GR 97-3 a Martorelles. A peu de pista i a sota del turó hi ha un pal indicador i un corriol que s'enfila cap al cim. Coordenades: x=438852 y=4596363 z=458 (corresponen al petit pou o sitja de l'inici del recorregut abans esmentat).